# La Razón
La Razón è un quotidiano spagnolo di carattere generalista con sede a Madrid. Fondato nel 1998 da Luis María Anson, appartiene al Grupo Planeta. La sua linea editoriale è tendenzialmente di destra. Si caratterizza per le sue copertine a caratteri cubitali che a volte arrivano a coprire la prima pagina con una singola notizia. Oltre che nella capitale vanta 5 edizioni locali in Catalogna, Andalusia, Murcia, Comunità Valenzana e Castiglia e León.

## Diffusione
Attualmente con una tiratura superiore a 120 000 copie è il quarto giornale per vendite nella sola Madrid dopo l'El País, El Mundo e l'ABC; secondo dati del 2010 è quarto per vendite dell'intera Spagna.